# NBA All-Star Game 1982
L'NBA All-Star Game 1982, svoltosi a East Rutherford, vide la vittoria finale della Eastern Conference sulla Western Conference per 120 a 118.
Larry Bird, dei Boston Celtics, fu nominato MVP della partita.

## Squadre

### Western Conference
| Western Conference  |                       |     |     |     |     |     |     |     |     |
| Giocatore           | Squadra               | MIN | FGM | FGA | FTM | FTA | RIM | AST | PT  |
| Adrian Dantley      | Utah Jazz             | 21  | 6   | 8   | 0   | 1   | 2   | 0   | 12  |
| Lonnie Shelton      | Seattle SuperSonics   | 20  | 3   | 3   | 1   | 2   | 9   | 1   | 7   |
| Kareem Abdul-Jabbar | Los Angeles Lakers    | 22  | 1   | 10  | 0   | 0   | 3   | 1   | 2   |
| Gus Williams        | Seattle SuperSonics   | 26  | 9   | 19  | 4   | 4   | 2   | 9   | 22  |
| George Gervin       | San Antonio Spurs     | 27  | 5   | 14  | 2   | 2   | 6   | 1   | 12  |
| Bernard King        | Golden State Warriors | 14  | 2   | 7   | 2   | 2   | 4   | 1   | 6   |
| Norm Nixon          | Los Angeles Lakers    | 19  | 7   | 14  | 0   | 0   | 0   | 2   | 14  |
| Magic Johnson       | Los Angeles Lakers    | 23  | 5   | 9   | 6   | 7   | 4   | 7   | 16  |
| Moses Malone        | Houston Rockets       | 20  | 5   | 11  | 2   | 6   | 11  | 0   | 12  |
| Jack Sikma          | Seattle SuperSonics   | 21  | 5   | 11  | 0   | 0   | 9   | 1   | 10  |
| Alex English        | Denver Nuggets        | 12  | 2   | 6   | 0   | 0   | 5   | 1   | 4   |
| Dennis Johnson      | Phoenix Suns          | 15  | 0   | 2   | 1   | 2   | 5   | 1   | 1   |
| Totale              |                       | 240 | 50  | 114 | 18  | 26  | 60  | 25  | 118 |
| All. Pat Riley      | Los Angeles Lakers    |     |     |     |     |     |     |     |     |

MIN: minuti. FGM: tiri dal campo riusciti. FGA: tiri dal campo tentati. FTM: tiri liberi riusciti. FTA: tiri liberi tentati. RIM: rimbalzi. AST: assist. PT: punti

### Eastern Conference
| Eastern Conference     |                    |             |             |             |             |             |             |             |             |
| Giocatore              | Squadra            | MIN         | FGM         | FGA         | FTM         | FTA         | RIM         | AST         | PT          |
| Julius Erving          | Philadelphia 76ers | 32          | 7           | 16          | 2           | 4           | 8           | 2           | 16          |
| Larry Bird             | Boston Celtics     | 28          | 7           | 12          | 5           | 8           | 12          | 5           | 19          |
| Artis Gilmore          | Chicago Bulls      | 16          | 3           | 6           | 1           | 1           | 3           | 2           | 7           |
| Nate Archibald         | Boston Celtics     | 23          | 2           | 5           | 2           | 2           | 2           | 7           | 6           |
| Isiah Thomas           | Detroit Pistons    | 17          | 5           | 7           | 2           | 4           | 1           | 4           | 12          |
| Sidney Moncrief        | Milwaukee Bucks    | 22          | 3           | 11          | 0           | 2           | 4           | 1           | 6           |
| Bob Lanier             | Milwaukee Bucks    | 11          | 3           | 7           | 2           | 2           | 3           | 0           | 8           |
| Micheal Ray Richardson | New York Knicks    | 20          | 5           | 10          | 0           | 0           | 2           | 4           | 10          |
| Bobby Jones            | Philadelphia 76ers | 14          | 2           | 5           | 1           | 2           | 4           | 1           | 5           |
| Buck Williams          | New Jersey Nets    | 22          | 2           | 7           | 0           | 2           | 10          | 1           | 4           |
| Robert Parish          | Boston Celtics     | 20          | 9           | 12          | 3           | 4           | 7           | 1           | 21          |
| Kelly Tripucka         | Detroit Pistons    | 15          | 3           | 7           | 0           | 0           | 1           | 2           | 6           |
| Dan Roundfield         | Atlanta Hawks      | infortunato | infortunato | infortunato | infortunato | infortunato | infortunato | infortunato | infortunato |
| Totale                 |                    | 240         | 51          | 105         | 18          | 31          | 57          | 30          | 120         |
| All. Bill Fitch        | Boston Celtics     |             |             |             |             |             |             |             |             |

MIN: minuti. FGM: tiri dal campo riusciti. FGA: tiri dal campo tentati. FTM: tiri liberi riusciti. FTA: tiri liberi tentati. RIM: rimbalzi. AST: assist. PT: punti